# Szakács Sándor (geológus)
Szakács Sándor (Marosvásárhely, 1950. november 22. –) erdélyi magyar geológus, geológiai szakíró.

## Életútja
Szülővárosában érettségizett az Al. Papiu Ilarian Líceumban (1969); a Bukaresti Egyetem Geológia–Földrajz Karán diplomázott (1974). 1983-ig a bukaresti Geológiai és Geofizikai Kutató Vállalatnál dolgozott; 1983–2000 között a bukaresti Földtani Intézet tudományos munkatársa. 2000–2001-ben kutató geológus Chilében, hazatérte után a Román Akadémia Geodinamikai Intézetének tudományos munkatársa. 2002-től óraadó tanár a BBTE-n. 2006 óta a Sapientia EMTE kolozsvári környezettudományi szakán előadótanár (környezetásványtan, talajtan, vízföldtan, általános földtan).

## Munkássága
Szakterülete a vulkanológia és a magmás kőzettan. Vizsgálódásai kiterjednek a Keleti-Kárpátok vulkáni hegyvonulataira, az Erdélyi- és a Kárpát-medence, az Erdélyi Szigethegység, Észak-Dobrudzsa magmás kőzeteire és vulkáni jelenségeire.
Román, magyar, angol és francia nyelven, főleg társszerzőkkel írt több mint 70 szakdolgozatát hazai és külföldi szakfolyóiratokban (Revue Roumaine de Géologie, Dări de seamă ale Institutului Geologic, Romanian Journal of Petrology, Romanian Journal of Mineral Deposits, Földtani Közlöny, Studii şi Cercetări de Geologie, Bulletin of Vulcanology, Acta Vulcanologica, Lithos, Studia Universitatis Babeş–Bolyai Geologia, Acta Geologica Hungarica, Romanian Journal of Stratigraphy, Tectonophysics, Romanian Journal of Tectonics and Regional Geology, Romanian Journal of Mineralogy, Studii şi Cercetări de Geofizică, Geogaceta, Chemical Geology, Schweizerische Geologische und Petrographische Mitteilungen, Geologica Carpathica, Journal of the Balcan Geophysical Society, Journal of Vulcanology and Geothermal Resources, stb.), továbbá szakkönyvekben és tanulmánygyűjteményekben, így a Ioan Mârza szerkesztésében megjelent The Vulcanic Tuffs from the Transylvanian Basin című kötetben (Kolozsvár, 1991) és a Karátson Dávid szerkesztette Pannon Enciklopédiában (Budapest, 2000) közölte.
Tudománynépszerűsítő írásai magyar nyelven 1984 óta A Hét, a TETT és a Tudomány hasábjain jelentek meg.